# Wörschach
Wörschach – gmina w Austrii, w kraju związkowym Styria, w powiecie Liezen. Według danych Austriackiego Urzędu Statystycznego liczyła 1134 mieszkańców (1 stycznia 2015).